# Ребекка Камау
Ребекка Камау (21 липня 1999) — кенійська плавчиня.